# Simmering

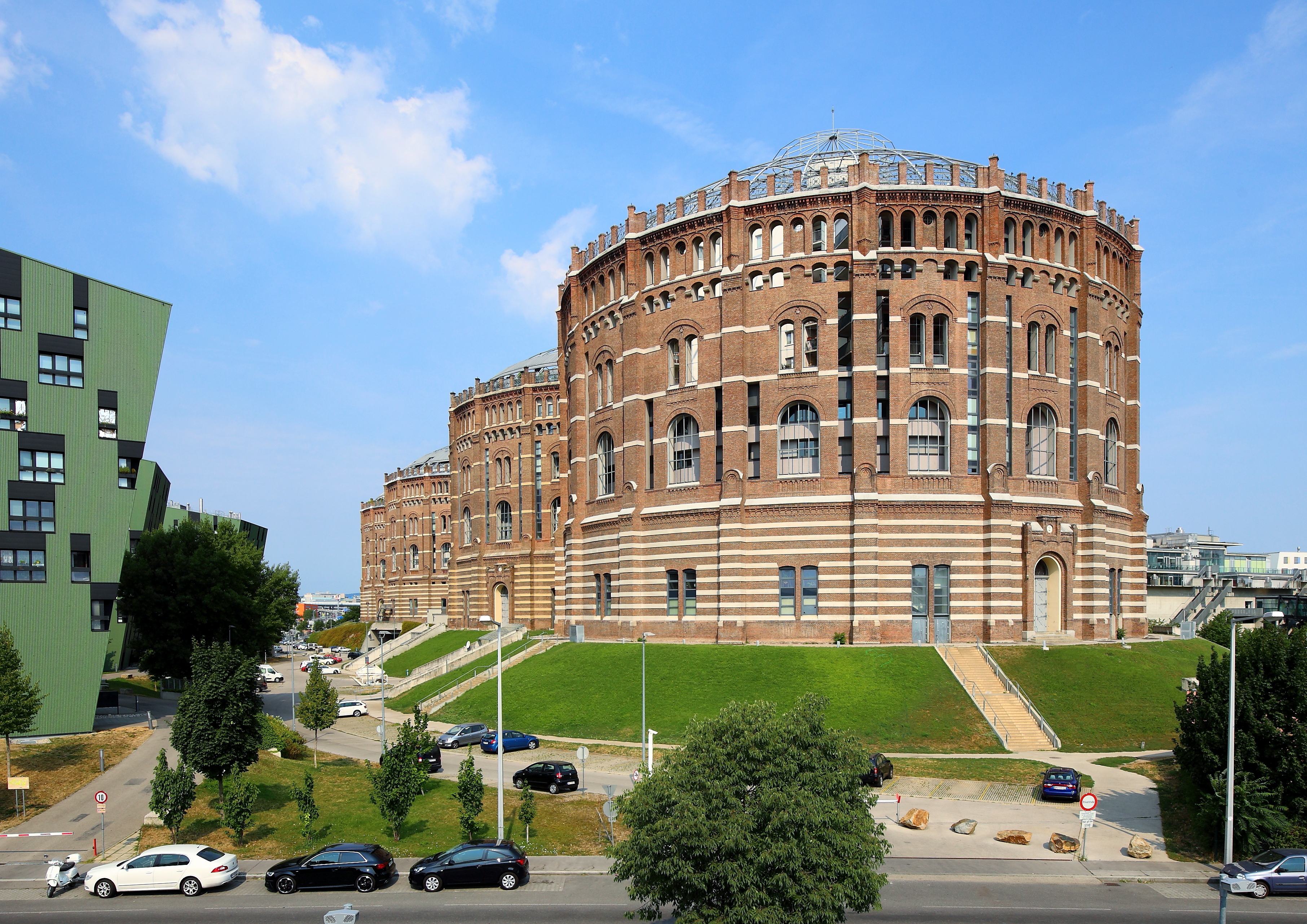
Les anciens gazomètres de Simmering

Simmering est le onzième arrondissement de Vienne en Autriche.
Il a la particularité d'être le quartier aux loyers les plus bas de Vienne.
Quartier ouvrier, les revenus des habitants sont bas. Depuis l’ouverture du marché du travail aux pays voisins d’Europe centrale, la concurrence a augmenté. Entre 2010 et 2015, le taux de chômage est passé de 8,8 % à 13,1 %.

## Lieux de l'arrondissement
- Cimetière central de Vienne, l'un des plus grands d'Europe, avec l'église du cimetière Saint-Charles Borromée, célèbre église de style Sécession.
- Gazomètres de Vienne
- Château de Kaiserebersdorf
- Cimetière des sans nom
- Herderpark, le plus grand du quartier (4 hectares)
- Depuis 9 novembre 2003, un mémorial, au coin de la Braunhubergasse et de la Hugogasse commémore la synagogue (1899-1938) qui existait à cet emplacement. La pierre commémorative de deux mètres de haut a été créée selon les plans de Léopold Grausam par des employés de l'atelier municipal de maçonnerie de la ville de Vienne, en utilisant du granit de Mauthausen et du granit de Suède.